# Stadtbefestigung Altensteig

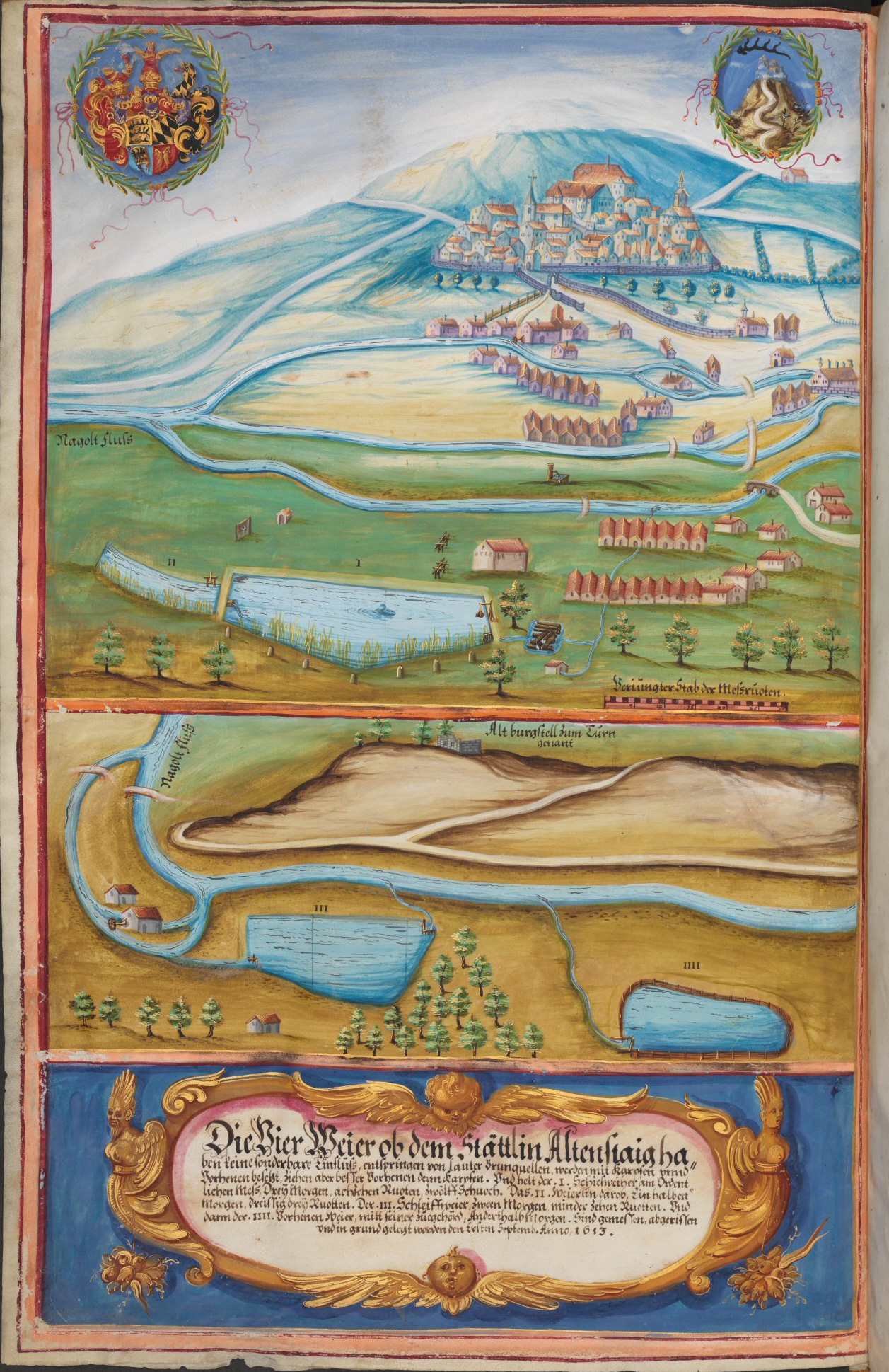
Zeichnung von Altensteig im Seehbuch von Jacob Ramminger (um 1600)

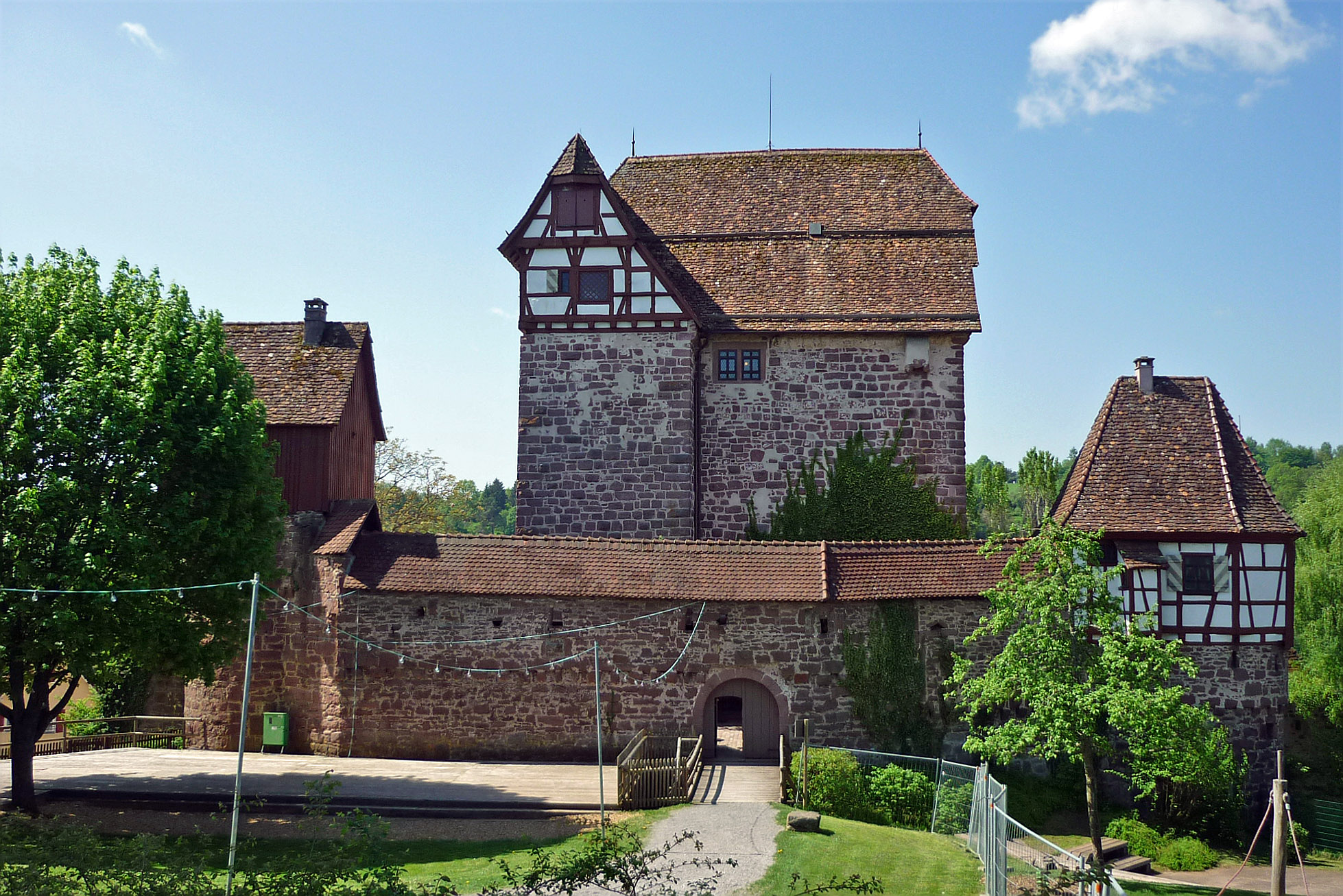
Altes Schloss mit Himmel und Hölle in Altensteig

Die Stadtbefestigung in Altensteig, einer Stadt im Landkreis Calw in Baden-Württemberg, besteht zum einen aus der Ummauerung der Schlossanlage aus der Mitte des 13. Jahrhunderts, die sich bis heute in wesentlichen Teilen, vor allem im Norden mit großen Teilen der Ringmauer mit Wehrgang und zwei Rundtürmen (als Himmel und Hölle bezeichnet) und  Graben, erhalten hat.
Die sich vom Nagoldtal aufwärts auf dreieckigem Grundriss entwickelnde Stadt wurde mit einer Stadtmauer mit drei Stadttoren und Wachtürmen umgeben. Im 18. Jahrhundert wurde die Stadtmauer, die ihre Verteidigungsfunktion verloren hatte, an mehreren Stellen aus Gründen des Brandschutzes unterbrochen. Im frühen 19. Jahrhundert wurde der Wehrgang abgebrochen und der Mauersockel an die angrenzenden Hausbesitzer verkauft. 
Das Untere Tor im Süden, das Obere Tor oder Lindentor im Westen und das Lutzentor im Osten wurden 1785 bzw. 1814 abgetragen. 
Die Reste der Stadtbefestigung haben für die Stadtgestalt und die Stadtgeschichte einen hohen dokumentarischen Wert. Darüber hinaus prägen die Befestigung der Burganlage, die in Teilen erhaltene südliche Stadtmauer und die bis heute als Grünflächen vorhandenen ehemaligen Graben- und Zwingerbereiche die Stadtsilhouette entscheidend.